# Christian Moser (Politiker, 1977)

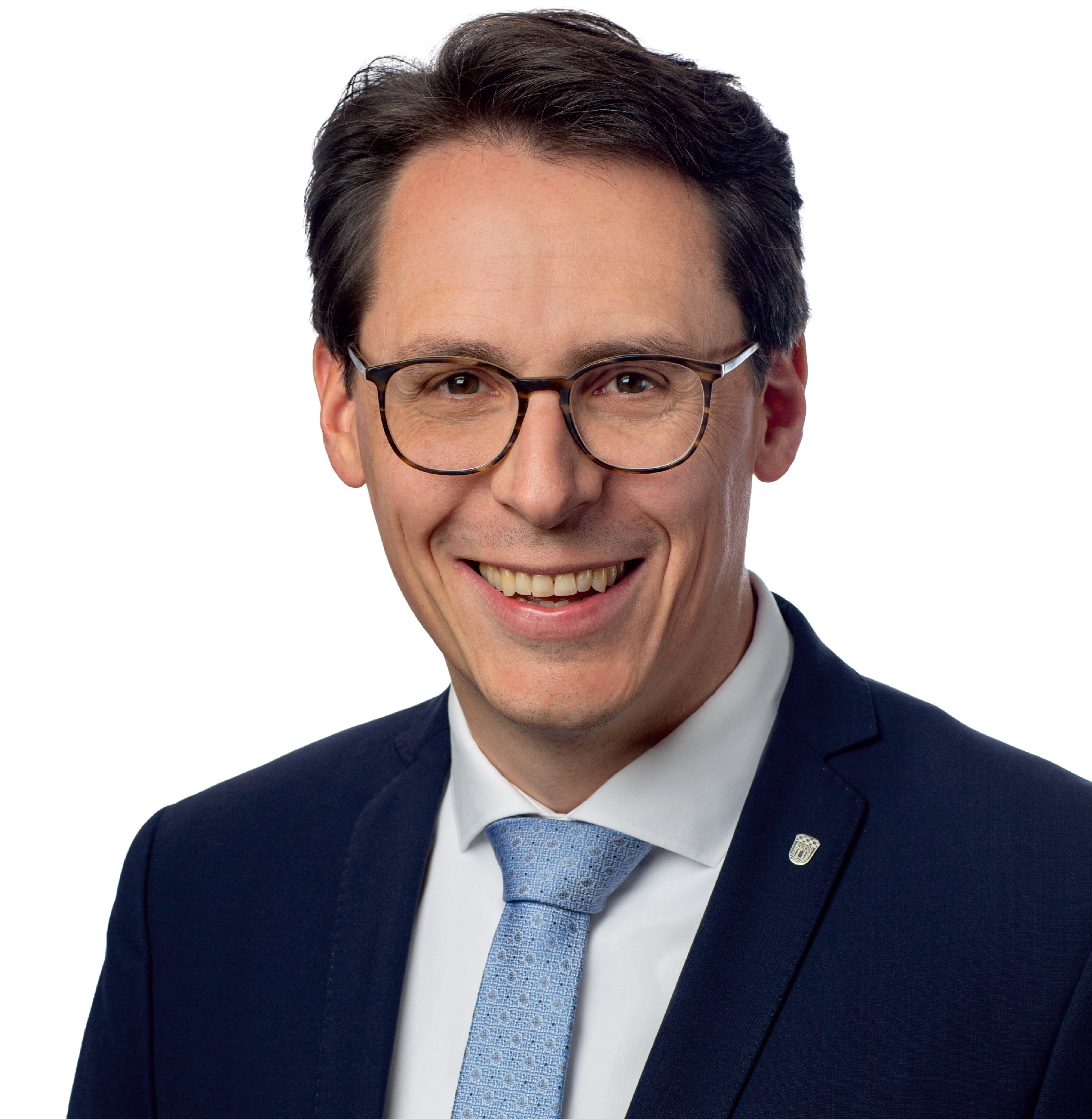
Christian Moser (2017)

Christian Anton Moser (* 18. Juli 1977 in Deggendorf) ist ein bayerischer Kommunalpolitiker (CSU). Seit 1. August 2012 ist er Oberbürgermeister der niederbayerischen Stadt Deggendorf.

## Leben und Wirken

### Studium, Beruf und Familie
Von 1983 bis 1987 besuchte Moser die Grundschule Theodor-Eckert, danach bis 1996 das Comenius-Gymnasium Deggendorf. Nach seinem Wehrdienst in Hemau und Feldkirchen studierte er von 1997 bis 2003 Betriebswirtschaftslehre an der Universität Regensburg. Ab 2003 arbeitete er im elterlichen Autohaus, 2009 promovierte er zum Thema „Kostenbeteiligungsmodelle für Polizeieinsätze bei sportlichen Großveranstaltungen“ zum Doktor der Wirtschaftswissenschaften und erlangte den Titel Dr. rer. pol..
Moser ist seit 2011 verheiratet und hat 3 Kinder. Sein Bruder Andreas Moser ist Bürgermeister der Nachbargemeinde Metten.

### Politische Karriere
1996 wurde Christian Moser Mitglied in JU und CSU, von 2003 bis 2007 war er JU-Ortsvorsitzender, von 2003 bis 2009 war er JU-Kreisvorsitzender und von 2007 bis 2011 Bezirksvorsitzender der JU Niederbayern.
Er wurde 2008 neu in den Deggendorfer Stadtrat und anschließend zum Dritten Bürgermeister gewählt.
Am 24. Juni 2012 wurde Christian Moser mit 56,74 Prozent der Stimmen im ersten Wahlgang zum neuen Oberbürgermeister der Stadt Deggendorf und damit zum Nachfolger von Anna Eder gewählt, die nach zwölf Jahren im Amt nicht mehr kandidiert hatte. Moser trat sein Amt am 1. August 2012 an. Bei den Kommunalwahlen 2020 wurde er mit 66,37 Prozent wiedergewählt.